# Quinta Armata d'India (Albuquerque, 1503)
La Quinta Armata d'India (pt 5.ª Armada da Índia) fu allestita nel 1503 su ordine del re Manuele I del Portogallo e posta sotto il comando di Alfonso de Albuquerque. Fu il primo viaggio di Albuquerque in India. Non fu una spedizione particolarmente riuscita: errori di navigazione dispersero la flotta all'andata, le navi persero molto tempo tentando di ricongiungersi e molte finirono per viaggiare da sole.
L'avanguardia arrivò in India appena in tempo per salvare il sovrano alleato portoghese di Kochi da un'invasione via terra da parte dello Zamorin di Calicut, provocata dall'operato della Quarta Armata d'India (Gama, 1502). Anticipando una nuova invasione, i portoghesi eressero Forte Sant'Iago a Kochi, il primo forte portoghese in Asia, al comando di Duarte Pacheco Pereira quale primo capitano generale. Stabilirono anche la terza feitoria in India a Quilon.
Uno degli squadroni dell'armata, al comando di António de Saldanha, perse la traversata per l'India e finì per trascorrere l'anno a pirateggiare lungo la costa dell'Africa orientale. I capitani di questo squadrone fecero diverse scoperte significative, come Table Bay (Sudafrica) e, cosa più importante, l'isola strategica di Socotra (vicino al Golfo di Aden). Oltre a ciò, pretesero tributi a Zanzibar e Barawa.

## La flotta
La V Armata era composta da nove (in alcuni resoconti dieci) navi divise in tre squadroni. Il primo squadrone era guidato da Afonso de Albuquerque, il secondo da suo cugino Francisco de Albuquerque e il terzo da António de Saldanha.
L'esatta composizione dei tre squadroni differisce nei vari resoconti. Il seguente elenco non dovrebbe essere considerato autorevole in quanto provvisorio e compilato incrociando i dati dei vari resoconti, alcuni contrastanti.
Quasi tutte le cronache portoghesi suggeriscono che il primo squadrone fosse composto solo da tre navi. Tuttavia, il resoconto del passeggero italiano Giovanni da Empoli, l'unico testimone oculare della spedizione, ne riporta quattro e fornisce i loro nomi e tonnellaggi come sopra elencato. L'elenco dei capitani si basa principalmente su Décadas di João de Barros, Chronica di Damião de Góis, História di Castanheda, Ásia portuguesa di Faria e Sousa e Annaes da Marinha di Quintella. La Relação das Naus da Índia confonde Fernão Martins de Almada e Pedro Vaz da Veiga La cronaca di Gaspar Correia pone il nipote Vicente Albuquerque (figlio di Francisco?) al comando di una delle nau del primo squadrone, smistando Almada al secondo squadrone al posto di Vaz da Veiga che viene omesso.
I cugini Albuquerque erano cavalieri dell'Ordine di San Giacomo della Spada, Nicolau Coelho era un vecchio capitano veterano delle spedizioni in India, avendo navigato nella Prima Armata d'India (Gama, 1497) e nella Seconda Armata d'India (Cabral, 1500). Anche il capitano Duarte Pacheco Pereira poteva essere alla sua seconda traversata indiana perché si ritiene possa aver viaggiato come passeggero con la II Armata.
Si sa che almeno una delle navi era allestita privatamente dal consorzio Marchionni. Il fiorentino Giovanni da Empoli (po. João de Empoli), che avrebbe poi scritto un resoconto del viaggio, era un fattore privato di casa Marchionni ed era a bordo della loro nave di cui però Empoli non menziona il nome ma si ritiene fosse la São Cristóvão di Fernão Martins de Almada. La quarta nave del primo squadrone, che Empoli identifica come Catharina Dias, era probabilmente anch'essa equipaggiata privatamente, forse proprio dalla ricca mercante di Lisbona Catarina Dias de Aguiar che aveva già equipaggiato navi indiane. È curioso che Empoli sia l'unico scrittore che cita la Catharina Dias. Nessuno dei successivi cronisti portoghesi cita la sua esistenza.
António de Saldanha era un nobile castigliano al servizio portoghese, Diogo Fernandes Pereira un esperto maestro di vela, probabilmente comandante di una nave attrezzata dalla comunità mercantile di Setúbal.

## La missione

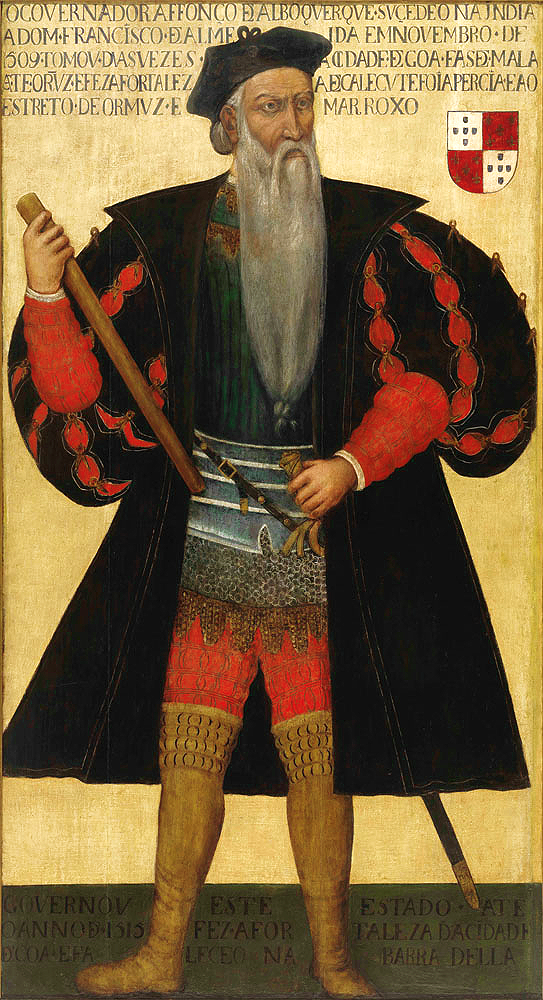
Alfonso de Albuquerque, ritratto postumo (1545).

L'Armada guidata da Pedro Álvares Cabral nel 1500 aveva aperto le ostilità tra il Regno del Portogallo e lo Zamorin di Calicut (Calecute, Kozhikode), la potenza marittima dominante sulla costa indiana del Malabar. La notizia della guerra era arrivata a Lisbona troppo tardi per interessare l'allestimento della Terza Armata d'India (Nova, 1501), interessando invece la Quarta Armata d'India (Gama, 1502). Gama terrorizzò la costa, bombardò Calicut e organizzò l'embargo della città, sperando in questo modo di portare a patti lo Zamorin ma questi non cedette ed assunse invece una flotta di corsari arabi per rompere il blocco portoghese. Anche se la flotta araba di Calicut fu distrutta da Gama in uno scontro avanti il porto della città alla fine del 1502, fu una vittoria strategicamente non rilevante. La resilienza e intraprendenza dello Zamorin resero chiaro a Gama che una sola dimostrazione di forza non era sufficiente per piegarlo; necessitava uno sforzo più organizzato che la sua Armada non era in grado di sostenere. Un altro sviluppo preoccupante era che due passeggeri italiani della flotta di Gama avevano abbandonato la nave a Cannanore (Canonor, Kannur) e si erano diretti alla corte dello Zamorin a Calicut. Entrambi erano ingegneri militari e probabilmente agenti segreti della Repubblica di Venezia. Finora, la maggiore portata e potenza di fuoco dell'artiglieria navale portoghese aveva reso inutili i cannoni indiani e permesso ai lusitani di dominare impunemente le coste. Ma gli italiani offrirono allo Zamorin i loro servigi per dotarlo di cannoni moderni europei e colmare il divario tecnologico con il nemico, ipotecandone la presenza in India. Così, dopo aver rinnovato formalmente i trattati con gli alleati in loco, cioè Kochi (Cochim) e Cannanore, Gama lasciò l'India per richiedere a Lisbona una flotta abbastanza forte in uomini e armi per, se non sottomettere Calicut, almeno rafforzare la posizione portoghese nelle città alleate. Gama lasciò una piccola pattuglia navale armata di circa sei caravelle sotto lo zio Vicente Sodré, con rigide istruzioni per molestare le navi di Calicut e proteggere le città alleate da ritorsioni dello Zamorin.

Gama arrivò a Lisbona alla fine dell'estate del 1503, quando Albuquerque era già partito. La V Armata salpò quindi con mezzi inadeguati a gestire la ribollente situazione indiana.
Non è chiaro quali istruzioni (regimento) la Corona portoghese abbia dato ad Albuquerque: i cronisti parlano della costruzione di un fortino a Kochi e di lasciare uno squadrone (agli ordini di Saldanha) in Africa, alla foce del Mar Rosso, per molestarvi le navi arabe ma si tratta di conclusioni a posteriori. Certamente, la Quinta trasportava materiali per la costruzione di una fortezza in legno in India, anche se poteva benissimo essere destinata per Calicut dando per riuscita la missione di Gama. La costituzione della pattuglia di Saldanha sembra più casuale che intenzionale: avendo perso i venti estivi per una traversata oceanica, non c'era altro da fare per loro se non sfruttare la permanenza in Africa per della pirateria ai danni dei musulmani.
L'armata non era certamente una spedizione massiccia o ben armata: solo nove navi. Se tre fossero state effettivamente designate per rimanere in Africa, sarebbero rimaste solo sei navi (una o due delle quali erano attrezzate privatamente) per gestire quella che era ormai una vera e propria guerra sulle coste indiane. Rispetto all'Armada di Gama, 20 navi ben armate, il misero allestimento della Quinta lascia supporre l'idea di fondo che la spedizione non fosse destinata ad imprese guerresche.
Una possibile conclusione è che l'Armada del 1503 fu concepita come una spedizione commerciale indiana piuttosto tranquilla a seguito del (presunto) successo di Gama. C'era poco da fare se non consegnare materiali da costruzione, caricare spezie e tornare casa, nella migliore delle ipotesi lasciando dietro di sé un paio di navi per rafforzare la pattuglia costiera dell'Oceano Indiano.

## Il viaggio di andata

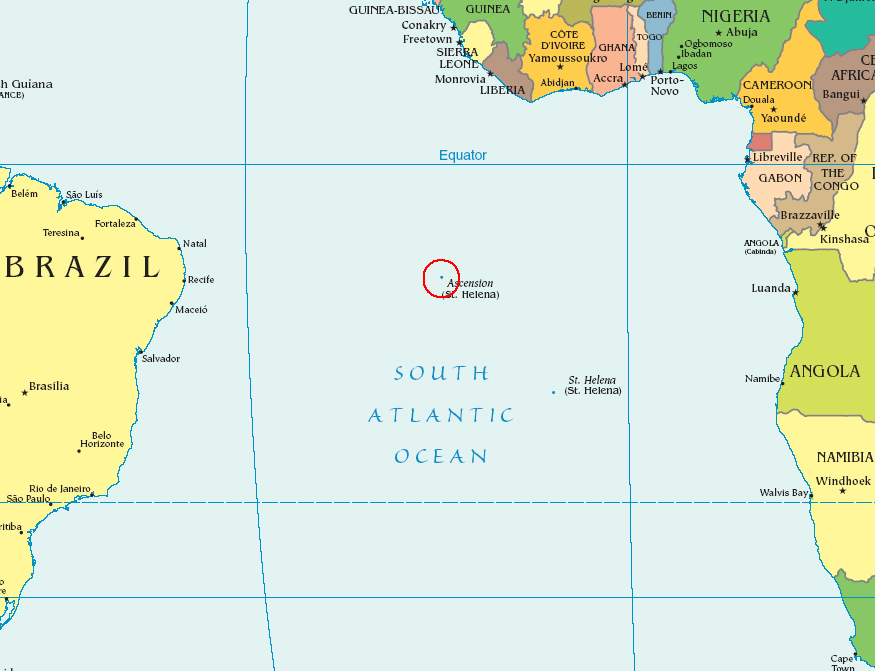
Posizione dell'Isola di Ascensione.

6 aprile 1503 - Il primo squadrone della Quinta, tre (o quattro) navi sotto Albuquerque, parte da Lisbona. (Il cronista Diogo do Couto fissa a metà marzo la partenza)
14 aprile 1503 - Il secondo squadrone della Quinta, tre navi al comando di Francisco de Albuquerque, parte da Lisbona. (inizio aprile secondo Couto)
Inizio maggio 1503 - Il terzo squadrone della Quinta, tre navi sotto António de Saldanha, Rui Lourenço Ravasco e Diogo Fernandes Pereira, parte da Lisbona. (metà aprile secondo Couto)
Maggio 1503 - Dopo aver fatto scalo a Capo Verde, lo squadrone di Afonso de Albuquerque si spinse nell'Atlantico meridionale seguendone il Gyre. Lungo la strada, Albuquerque incontra l'isola di Ascensione. Sebbene l'isola fosse già stata scoperta nel 1501 dalla Terza Armata di João da Nova (e allora chiamata ilha da Conceição ), Albuquerque la ribattezzò ilha da Ascensão perché era il giorno dell'Ascensione (21 maggio), nome che da allora permane. I forti venti da sud-ovest spingono le navi sulla costa del Brasile, dove Albuquerque sosta brevemente per imbarcare acqua (esattamente dove è incerto), prima di riprendere il largo verso il Capo.
Maggio/Giugno 1503 - la traversata del III Squadrone è un disastro. Prese da una tempesta al largo di Capo Verde, due delle navi, quelle di António de Saldanha e Rui Lourenço Ravasco, furono colte dalla controcorrente equatoriale e navigarono per errore nel Golfo di Guinea, finendo all'isola di São Tomé senza sapere dove fosse finita la nave di Diogo Fernandes Pereira. (v.si seguito)
Giugno/luglio 1503 - Lo squadrone di Francisco de Albuquerque fu il primo a doppiare il Capo e vi perse la nave di Pedro Vaz da Veiga. Lo squadrone di Francisco Albuquerque sembra essere stato il primo dei tre squadroni ad arrivare sulla costa dell'Africa orientale, a Malindi.
Agosto 1503 - Lo squadrone di Afonso de Albuquerque doppia il Capo pur tra terribili tempeste. Secondo Empoli (p. 222), la Catharina Dias affondò e le restanti navi si dispersero. La nave su cui viaggiava l'italiano (probabilmente d'Almada) fu costretta a fermarsi ad Angra de São Brás (Mossel Bay) per riparazioni e rifornimenti. Avrebbe poi fatto tappa a Sofala, prima di dirigersi a Malindi in attesa di Albuquerque. Tuttavia, la stagione dei monsoni era troppo avanzata e la nave di Empoli fu costretta a traversare l'Oceano Indiano senza l'ammiraglio per non perdere la spinta favorevole.
Il modo caotico e sparso con cui gli squadroni doppiarono il Capo ritardò molto l'Armada. Sembra che siano arrivati a Malindi, punto di partenza per la traversata dell'Indiano, in tarda estate. Non potevano aspettarsi a lungo gli uni con gli altri, per paura di perdere il monsone estivo da sud-ovest per l'India, cosa che li avrebbe costretti a sostare per un anno! La Quinta traversò quindi in viaggi separati.
Le navi di Francisco de Albuquerque e Nicolau Coelho del II Squadrone furono le prime ad attraversare l'Oceano Indiano nell'agosto 1503. Furono seguiti poco dopo dalla nave solitaria di Duarte Pacheco Perreira (I Squadrone), seguita subito dopo dal São Cristóvão di d'Almada (su cui probabilmente si trova Empoli) e, un paio di settimane dopo, da Afonso de Albuquerque. Tutte e tre le navi del III Squadrone (Antonio de Saldanha, Rui Lourenço Ravasco e Diogo Fernandes Pereira) persero il monsone estivo di quell'anno e traversarono solo l'anno successivo (1504).

## Albuquerque in India

### Il primo assedio di Kochi
L'Armada di Gama aveva lasciato l'India nei primi mesi del 1503 con scarsi risultati. Nonostante il terrore, i bombardamenti e il blocco, Calicut non fu domata e le neofondate feitoria nelle città alleate di Kochi e Cannanore rimasero alla mercé della sua vendetta che non tardò ad arrivare.
Nel marzo 1503, non appena la flotta di Gama se ne fu andata, lo Zamorin di Calicut guidò un potente esercito di circa 50.000 uomini via terra contro Kochi, suo vassallo. Più precisamente, almeno secondo alcuni autori, Kochi era un appannaggio familiare minore del regno continentale di Edapalli (Repelim); il Trimumphara Raja di Kochi non era un sovrano autonomo ma un principe cadetto della stirpe regnante di Edapalli. Sembra che i portoghesi siano giunti nel mezzo di una lite tra il Trimumpara Raja ad i membri anziani della famiglia. Edapalli era stato a lungo vassallo dello Zamorin di Calicut e gli doveva una sorta di obbedienza, pertanto lo Zamorin si avvalse di quella stessa lite familiare per assicurarsi la collaborazione di Edapalli nel sottomettere il principe ribelle di Kochi. Lo Zamorin sembrava non avere problemi a far marciare il suo enorme esercito attraverso quel territorio, e fu da Edapalli che Zamorin inviò un messaggio al Trimumpara Raja di Kochi ordinandogli di consegnare i portoghesi della città. Quando questa richiesta fu rifiutata, lo Zamorin ordinò l'attacco.
Il piccolo esercito di Kochi aveva poche possibilità contro la grande armata di Calicut (probabilmente sostenuto da ausiliari di Edapalli). Tuttavia, si dice che il figlio del Trimumphara, Narayan, abbia radunato i sudditi e valorosamente tenuto la posizione sulle rive di Vembanad, respingendo due pesanti assalti prima d'essere sopraffatto dal peso numerico del nemico. La coraggiosa presa di posizione di Narayan diede al padre ed ai portoghesi (il fattore Diogo Fernandes Correia e una manciata d'assistenti) abbastanza tempo per evacuare la città e fuggire verso l'isola di Vypin con il nucleo della sua guardia Nair. La posizione di Vypin alla foce della laguna di Vembanad, con le sue difese naturali, si rivelò una prospettiva scoraggiante per gli assedianti ed anche il tempo fece la sua parte: il peggioramento dei venti monsonici primaverili e le forti piogge complicarono le operazioni dell'esercito di Calicut. L'invio di navi d'assalto contro Vypin era quasi impossibile in queste condizioni. Frustrato, lo Zamorin tolse l'assedio, rase al suolo Kochi e giurò di tornare in agosto, quando il tempo fosse migliorato.
Durante l'assedio, la pattuglia costiera portoghese sotto Vicente Sodré aveva latitato. Ignorando le istruzioni di Gama, Sodré aveva deciso di salpare per il Golfo di Aden nella primavera del 1503, per predare le navi arabe in uscita dal Mar Rosso in cerca di bottino per sé e i venti stagionali lo avevano intrappolato. Nell'aprile 1503, due delle navi - quelle di Vicente Sodré e di suo fratello Brás Sodré - caddero in preda a una tempesta e affondarono nelle isole Kuria Muria (al largo dell'Oman). Le quattro navi di pattuglia rimaste, colpite dalla tempesta e ora sotto il comando di Pêro de Ataíde, decisero di tornare in India ma dovettero farsi strada dolorosamente tra venti contrari. Riuscirono solo ad arrivare fino all'isola di Angediva (Anjadip), prima di essere costretti a fermarsi per riparazioni, presto raggiunti da una quinta nave, quella di António do Campo, separatasi dalla flotta di Gama nel 1502. Fu ad Angediva (o Cannanore, secondo Correia) che la pattuglia mutilata fu finalmente trovata dall'avanguardia della V Armata nell'agosto 1503 (Francisco de Albuquerque e Nicolau Coelho). Terminate le riparazioni, Albuquerque prese sotto il suo comando le caravelle di pattuglia e salpò a sud verso Cannanore. Lungo la strada, furono raggiunti dalla nave di Duarte Pacheco Pereira che aveva intrapreso la traversata dell'Oceano in solitaria, mentre l'ammiraglio Albuquerque restava (presumibilmente) a Malindi quanto più possibile ad aspettare il terzo squadrone di Saldanha.
Nel frattempo, lo Zamorin di Calicut aveva radunato un nuovo esercito e ripreso l'assedio dell'isola di Vypin ove resistevano le autorità di Kochi. Ricevuta l'allarmante notizia quand'era a Cannanore, Francisco de Albuquerque non perse tempo e fece precipitare la sua flotta di otto navi (le tre della Quinta e le quattro caravelle della vecchia pattuglia costiera più Campo) in soccorso degli alleati. Lo squadrone improvvisato di Francisco de Albuquerque arrivò a Kochi per trovare il Trimumpara Raja e il fattore portoghese Diogo Fernandes Correia ancora una volta rintanati nell'isola di Vypin, assediata dagli eserciti di Calicut. Vedendolo avvicinarsi, l'esercito assediante iniziò a dissolversi. Temendo l'ira dei portoghesi, le truppe ausiliarie (Edapalli, ecc.) furono probabilmente le prime a defezionare, lasciando l'esercito di Calicut senza supporto locale e costringendo così lo Zamorin a togliere l'assedio e ritirarsi in patria.

### Forte Sant'Iago a Kochi

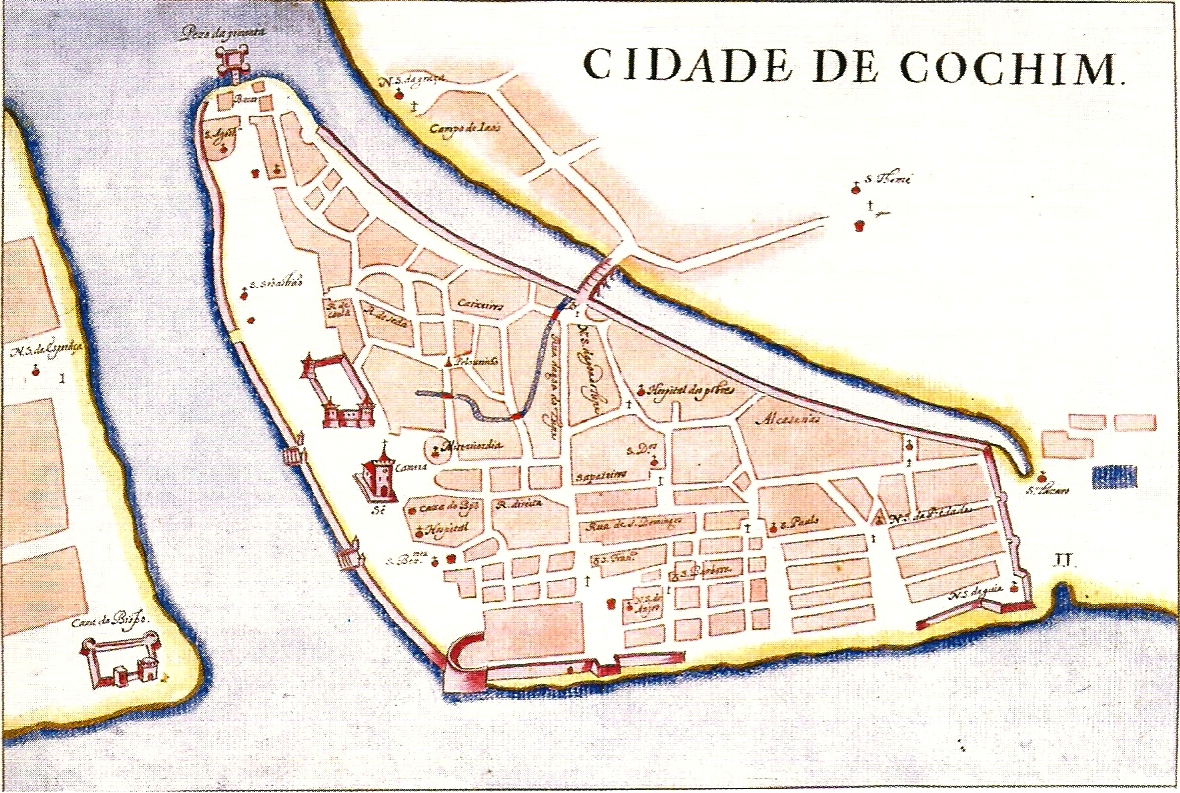
Mappa portoghese del distretto di Santa Cruz (Fort Kochi), che mostra la posizione di Fort Manuel di Kochi. L'orientamento è verso est, con il lago Vembanad in cima e il Mar Arabico in basso. L'isola di Vypin è dall'altra parte della acque a sinistra, Mattancherry attraverso il Rio do Esteiro sulla destra. Nella parte superiore della penisola di Santa Cruz è visibile il pezo da pimenta (molo del pepe).

Agosto-settembre 1503 - salvata Kochi, i comandanti portoghesi e il Trimumpara Raja si riunirono per valutare la situazione. Acclarato che lo Zamorin s'era affidato a collaboratori locali (Edapalli e di altri) per l'assedio, s'inviò una spedizione di quattro caravelle (Nicolau Coelho, Duarte Pacheco Pereira, Pêro de Ataíde e António do Campo) nella laguna di Vembanad per punire i principotti locali che avevano appoggiato l'assedio dello Zamorin. Notevole in questa campagna fu il brutale sacco portoghese di Edapalli, rasa al suolo con grande spargimento di sangue. Le altre città, per es. Kumbalam (po. Cambalão), e i villaggi più piccoli incontrarono un destino simile o mutarono rapidamente la loro fedeltà in favore di Kochi, chiudendo la contesa in seno alla famiglia reale del Vembanad e stabilendo il Trimumpara Raja come sovrano dominante. Più precisamente, i membri anziani della famiglia furono probabilmente deposti ed è da questa data che Trimumpara prese formalmente il trono di Edapalli, diventando così signore di tutta la laguna di Vembanad. Tuttavia, a differenza dei precedenti re Edapalli, i portoghesi insistettero affinché Trimumpara Raja rimanesse nella città di Kochi anziché trasferirsi a Edapalli. Il 1503 è pertanto citato come anno di fondazione del Regno di Cochin.
Francisco de Albuquerque persuase inoltre Trimumpara Raja a consentirgli l'erigenda di una fortezza a Kochi. La struttura, in legno, fu battezzata Forte Sant'Iago da Afonso de Albuquerque, in onore dell'ordine cavalleresco cui apparteneva (era anche il nome della sua nave). Sorse in una parte della penisola di Kochi, chiamata dai portoghesi Santa Cruz (o Cochim-de-Baixo, "Bassa Kochi", ora conosciuta come Fort Kochi), appena un po' a nord-ovest della vecchia città ( Cochim-de-Cima, "Alta Kochi", ora Mattancherry), sede di Trimumpara Raja. Forte Sant'Iago è stato il primo fortino portoghese in Asia. Il legno sarebbe stato sostituito dalla pietra nel 1505 da Francisco de Almeida e ribattezzato "Forte Manuel" (dal re portoghese). I portoghesi ricevettero anche il permesso di erigere quella che è probabilmente la prima chiesa cattolica romana in Asia, São Bartolomeu, all'interno del forte nel 1504, in seguito ricostruita in pietra e ridedicata più volte (attualmente è nota come Chiesa di San Francesco di Kochi).

### Breve pace con Calicut
Ottobre 1503 - Partito per ultimo dall'Africa orientale, l'ammiraglio Albuquerque arriva a Kochi al termine della buona stagione monsonica. Venuto a conoscenza dei fatti accaduti nell'ultimo mese, rileva il comando delle operazioni dal cugino Francisco, finalizza la costruzione del Forte Sant'Iago e gli accordi con il Trimumpara Raja. La priorità di Albuquerque diventa l'allestimento della flotta di ritorno ed il suo carico di spezie. L'assedio di Kochi aveva interrotto il mercato delle spezie e lo Zamorin di Calicut aveva usato la sua autorità per tagliare le forniture di pepe alle città alleate portoghesi dall'entroterra. Ciononostante, attratte dal profitto, le navi dei mercanti di pepe delle lagune si spinsero sino a Kochi.
È a questo punto della contesa che partono i negoziati di pace tra lo Zamorin e Francisco de Albuquerque. Alcuni cronisti portoghesi affermano che fu un'iniziativa di Calicut, allarmata dall'erigenda del forte e frustrato dall'apparente incapacità di interrompere l'afflusso di pepe sulla costa. D'altra parte, i cronisti segnalano anche difficoltà nel trovare abbastanza scorte di spezie per caricare le navi, e quindi Albuquerque potrebbe aver aperto negoziati nel tentativo di allentare il blocco del pepe per caricare le navi e assicurare un minimo di pace per le feitoria dopo la partenza dell'Armada. Chiunque l'abbia avviata, la pace fu concordata a metà dicembre 1503: lo Zamorin consegnò 1500 bahar di pepe, cioè 4500 quintali considerando il rapporto 1 bahar=3 quintali  (4000 quintali secondo Correia) come compenso per la feitoria di Calicut; espulse i mercanti arabi da Calicut (alcuni dicono solo chiudendo i mercanti arabi per tutta la durata del soggiorno dell'armata); si rappacificò con il Trimumpara Raja di Kochi; e, cosa più difficile; consegnò i due ingegneri italiani che l'avevano aiutato con i cannoni.
La prima rata del pagamento del pepe dello Zamorin fu ritirata a Kodungallur (po. Cranganore) da Pacheco Pereira senza intoppi ma, quando i portoghesi tornano a Cranganore per la seconda rata, scoppiò una scaramuccia a bordo della nave delle consegne tra i portoghesi e gli uomini dello Zamorin. Infranta la tregua, ripreso lo stato di guerra, fu subito ripristinato il blocco del pepe. I cronisti portoghesi incolpano lo Zamorin di aver rotto la pace, perché cambiò idea (spec. in merito alla consegna degli ingegneri italiani) o perché fin dall'inizio non convinto della tregua ed intenzionato solo ad evitare un nuovo bombardamento portoghese di Calicut. Altre fonti incolpano i portoghesi, suggerendo che la pace era solo finalizzata a far scorta di pepe per poi riprendere le ostilità al carico delle navi. Entrambe le tesi sono plausibili. La schermaglia stessa può non essere stata pianificata ma è palese che nessuna delle parti avesse premura di rimettersi al tavolo dei negoziati!

### Feitoriadi Quilon
La ripresa dell'embargo del pepe sembra aver messo un freno ai preparativi di Albuquerque per la flotta di ritorno, ancora scarica del prezioso prodotto. L'ammiraglio inviò allora due navi a Kollam (po. Coulão o Quilon), con il fattore António de Sá, per tentare di procurarsi colà del pepe: Quilon era meglio collegata a Ceylon e la sua fornitura di spezie non dipendeva così tanto dallo Zamorin. Subito dopo la loro partenza, Albuquerque seppe che lo Zamorin di Calicut stava preparando una flotta di 30 navi per attaccare Quilon, così l'ammiraglio spiegò a sua volta le vele per la città.
Arrivato a Quilon, Albuquerque spronò il fattore a chiudere i suoi affari e cercò udienza dalla regina-reggente della città. I portoghesi erano ancora attraccati quando arrivò la flotta di Calicut con un'ambasciata dello Zamorin per persuadere (o intimidire) Quilon ad abbandonare i negoziati con gli europei. La regina-reggente di Quilon respinse la richiesta dello Zamorin ma proibì del pari ad Albuquerque d'ingaggiare ostilità nel porto. Albuquerque, rendendosi conto che Quilon era l'unica scorta di spezie a cui aveva accesso, acconsentì alla sua richiesta e si rassegnò a negoziare un trattato commerciale e stabilire una feitoria in città (la terza in tutta l'India), ponendola sotto il fattore António de Sá, con due assistenti e venti uomini armati per proteggerla. Albuquerque tornò a Kochi il 12 gennaio 1504 per gli ultimi preparativi della partenza.

## Saldanha in Africa

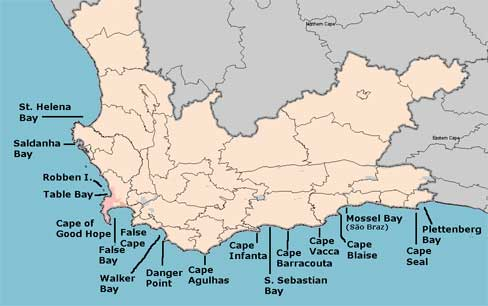
Promontori e baie intorno al Capo di Buona Speranza (Sudafrica).

Mentre in India Albuquerque gestiva i rapporti con Calicut, Kochi e Quilon, il III Squadrone della Quinta perdeva tempo a rincorrersi in Africa. Diogo Fernandes Pereira era scomparso da tempo da qualche parte dopo Capo Verde e si era affrettato da solo, mentre le altre due navi, António de Saldanha e Rui Lourenço Ravasco, erano finite per errore a São Tomé.

### Baia della Tavola
Nell'estate del 1503, mentre gli Albuquerque stavano doppiando il Capo, il III Squadrone stava probabilmente ancora lottando contro venti e correnti contrarie lungo la costa africana. Da qualche parte lungo questo percorso, Saldanha perse le tracce di Ravasco.
Ancora una volta, per un errore di pilotaggio, Saldanha calcolò male la traversata del Capo e finì per approdare appena a nord di Buona Speranza. Gettò l'ancora nella Baia della Tavola (en Table Bay), fino a quel momento sconosciuta, e scese a terra. Si dice che abbia scalato la Montagna della Tavola e osservato Punta del Capo e la vasta distesa di Falsa Baia sottostante. Saldanha divenne così il primo europeo a mettere piede in quella che diventerà la moderna Città del Capo. Durante questo sbarco, ci fu un'apparente scaramuccia con gli indigeni Khoi nella quale Saldanha rimase leggermente ferito.

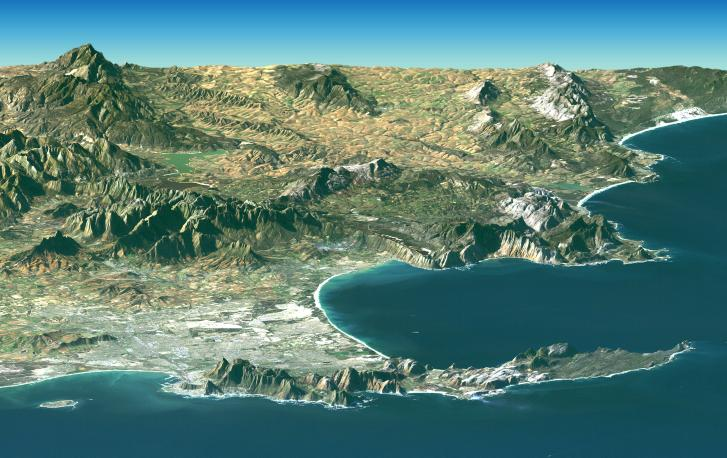
Città del Capo: Baia della Tavola (sx), Punta del Capo (dx) e Falsa Baia (dietro).

La Baia della Tavola è stata prontamente chiamata Aguada de Saldanha (sosta per l'irrigazione di Saldanha) dai cartografi portoghesi. Tuttavia, nel 1601, il cartografo olandese Joris van Spilbergen identificò erroneamente un'altra baia molto più a nord (odierna Baia di Saldanha) come Aguada de Saldanha e quindi fu introdotto il nuovo nome di "Baia della Tavola" per l'attuale punto di ancoraggio di Saldanha.
Quello che è successo da questo punto in poi è oscuro. Secondo una fonte, le altre due navi dello Squadrone (Ravasco e Fernandes Pereira) si rincontrarono di là dal Capo presso una sosta per imbarcare acqua, la Agoada de São Brás (Mossel Bay). Da qui, decisero di proseguire insieme verso Mozambico, punto di raccolta prestabilito, sperando di trovarvi Saldanha. Questi era invece dietro di loro e cercava ancora di aggirare il Capo. È possibile che a questo punto Ravasco abbia deciso di rimanere a Mozambico per aspettarvi Saldanha, mentre Fernandes Pereira puntò a nord, presumibilmente a Malindi, per raggiungere gli Albuquerque.
Tuttavia, questa ipotesi si basa quasi completamente su un rapporto, da Albuquerque, che, al suo ritorno, trovò una o più note a São Brás che riportava che sia Ravasco sia la "nave di Setubal" (cioè Fernandes) erano state lì. Non è chiaro se la nota fosse singola o plurima. La maggior parte degli studiosi (es Theal 1902, p. 163) presume che Ravasco e Fernandes non si siano incontrati e quest'ultimo sia partito da solo per il nord.

### Scoperta di Socotra
Un'ipotesi più curiosa è proposta dal cronista Gaspar Correia secondo cui, dopo aver attraversato il Capo da solo, Fernandes Pereira non si sia infilato nel Canale di Mozambico ma abbia veleggiato ad est del Madagascar, facendone così il primo capitano conosciuto a percorrere la c.d. "Rotta esterna" per le Indie Orientali.

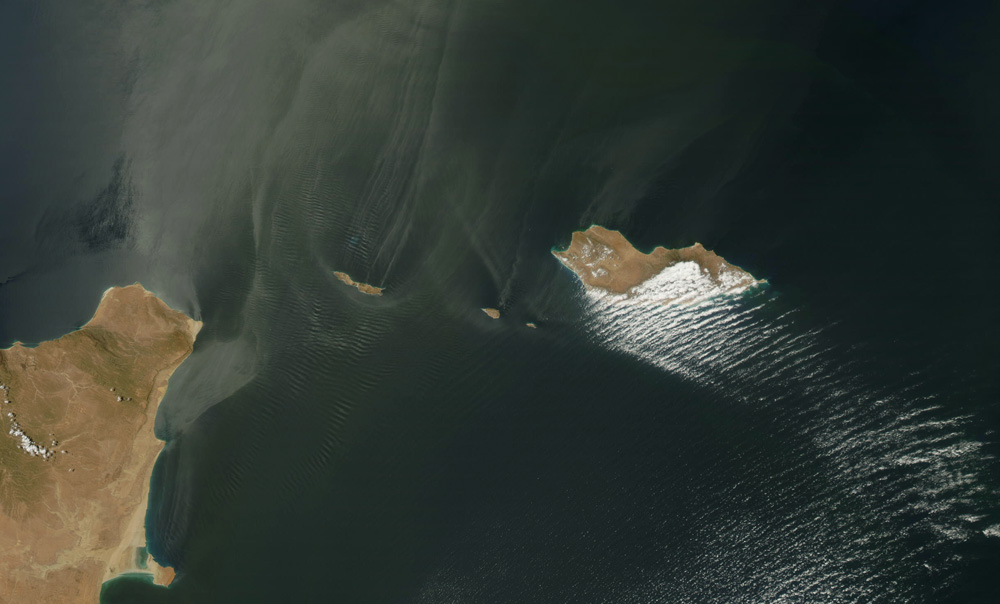
Capo Guardafui e l'isola di Socotra.

Sebbene il resoconto di Correia non sia corroborato da altri cronisti, ha un elemento di plausibilità: la mancata sosta di Fernandes a Mozambico (ove avrebbe trovato Ravasco) o in qualsiasi altra grande città africana. Anzi, Fernandes ricomparve a Capo Guardafui, il che suggerisce fortemente che abbia preso la rotta esterna poiché, navigando verso nord dalla rotta esterna, avrebbe visto di nuovo la costa africana solo intorno al Corno.
Fu intorno a Capo Gauardafui che, alla fine dell'anno, Fernandes Pereira fece un'altra scoperta: l'isola di Socotra, fino ad allora sconosciuta ai portoghesi. Con il monsone già invertito, Fernandes si ancorò e trascorse il suo inverno sull'isola.
Socotra era, tuttavia, abbastanza conosciuta dai mercanti orientali, essendo stata la principale fonte di "aloe di Socotra", un balsamo molto apprezzato nei mercati dell'Arabia e dell'India. Più interessante per Fernandes era la sua posizione strategica (ottimale per pattugliare il Mar Rosso) e l'esistenza di una comunità cristiana isolata ma forte sull'isola: cristiani siriaci (quasi- nestoriani) per la precisione. I rapporti di Fernandes sarebbero stati ricevuti con entusiasmo a Lisbona e uno squadrone dell'Ottava Armata d'India (Cunha, 1506) avrebbe ricevuto la missione di conquistare l'isola per la Corona.

### Estorsione a Zanzibar, Barawa e Mombasa

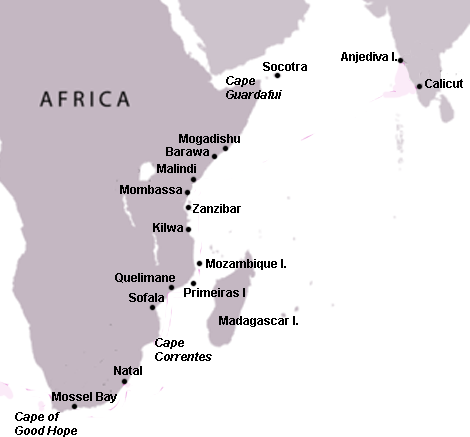
Principali città dell'Africa orientale, c. 1500.

Degli altri due, sappiamo che nell'ottobre 1503, Saldanha era ancora bloccato in Sudafrica, stando a quanto da lui riportato a Mossel Bay. Ravasco aveva nel frattempo lasciato Mozambico ed aveva ormeggiato a Kilwa (Quiloa) in attesa del suo ammiraglio. I monsoni estivi erano ormai cessati, quindi non c'era speranza di traversare l'Indiano quell'anno. Il III Squadrone era bloccato in Africa fino all'estate successiva e risolse pertanto di cercare preda nei dintorni.
Ravasco si rese subito nefasto agli indigeni. Prima catturò alcuni legni al largo di Kilwa, poi rammentò che la città era stata costretta al tributo da Gama e quindi andava risparmiata. Salpò allora per Zanzibar ove, nonostante locali resistenze, si procurò altre prede tanto che lo sceicco di Zanzibar accettò di pagare un "tributo" annuale di 100 matical (monete d'oro) al re del Portogallo pur di disfarsi dei pirati lusitani.
Pare poi che Ravasco si sia recato presso l'alleata Malindi in tempo per trovarla assediata dall'esercito di Mombasa. Ravasco si gettò nella mischia e catturò una flotta venuta da Barawa (Brava) per assistere Mombasa. Trovando a bordo diversi importanti nobili di Barawa, li costrinse a riscattare la loro libertà e pretese un tributo annuale dalla città somala.
Fu a quel punto che Saldanha, anch'egli dedicatosi alla pirateria, raggiunse Malindi trovandovi Ravasco. Unirono le forze ed attaccarono insieme Mombasa: non la ridussero a tributo ma la costrinsero a ritirare le sue truppe e fare pace con il sultano di Malindi.
Con gran parte della costa dell'Africa orientale ridotta a tributo, Saldanha e Ravasco esaurirono gli obiettivi, quindi procedettero a nord per il Golfo di Aden in cerca di acque più pescose. Sebbene Fernandes Pereira fosse nelle vicinanze, a svernare tranquillamente a Socotra, non lo incontrarono mai. Si dice che Saldanha e Ravasco si siano divertiti a depredare le navi arabe in entrata e in uscita dal Mar Rosso sino all'estate successiva.
All'inizio della primavera del 1504, Fernandes salpò da Socotra per l'India da solo e si dice che sia arrivato a Kochi durante l'ennesimo scontro con Calicut. Saldanha e Ravasco iniziarono la loro traversata solo nell'estate del 1504 e non superarono Anjediva, dove furono trovati dalla VI Armada al suo viaggio d'andata.

## Il viaggio di ritorno

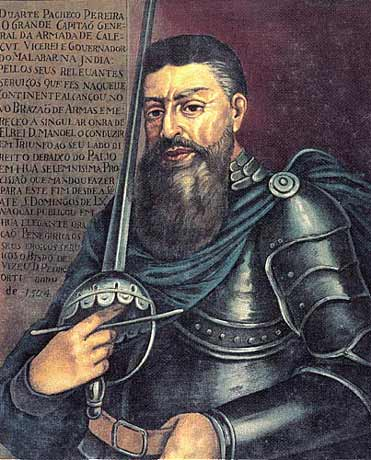
Duarte Pacheco Pereira, primo comandante del Forte Sant'Iago di Kochi.

Fine gennaio 1504 - Tornato a Kochi dal suo soggiorno a Quilon, Albuquerque chiude i preparativi. Pose Pacheco Pereira a capo del Forte Sant'Iago di Cochin, con una guarnigione di circa 150 uomini armati e due caravelle, una delle quali era la Garrida di Pêro Rafael e la nau Concepção.
30 gennaio 1504 - Notando che il cugino Francisco era ancora in ritardo nel caricare le spezie a Cannanore, Alfonso de Albuquerque decise di dividere la flotta di ritorno in due squadroni. L'ammiraglio partì con il primo squadrone per il Portogallo che comprendeva le navi di Fernão Martins de Almada (probabilmente con a bordo Giovanni da Empoli), Pêro de Ataíde (che riportava la nave di Duarte Pacheco) e António do Campo (lasciato dalla IV Armata). Tuttavia Barros (p. 97) suggerisce che António do Campo sia stato inviato prima a riferire urgentemente la situazione al re Manuele arrivando però a Lisbona a metà luglio 1504, troppo tardi per influenzare l'equipaggiamento della VI Armata in uscita. Ataíde (nella sua lettera del febbraio 1504) menziona che partì insieme a Campo e non fa menzione degli altri due legni. Alla luce di ciò, è probabile che Campo e Ataíde siano partiti insieme pochi giorni o addirittura settimane prima di Albuquerque e Almada.
5 febbraio 1504 - Finito di caricare spezie a Cannanore, il II Squadrone di ritorno parte dall'India con le navi di Francisco de Albuquerque, Nicolau Coelho e un terzo, incerto capitano (forse Fernão Rodrigues Bardaças, uno dei capitani di pattuglia?). Non se ne seppe più nulla. Si presume che Francisco de Albuquerque e Nicolau Coelho siano affondati e morti nel Canale del Mozambico. Una spedizione di salvataggio fu inviata alla fine del 1505 (sotto Cide Barbubo e Pedro Quaresma) per cercarli.
Febbraio 1504 - Lo squadrone di Afonso de Albuquerque fece la sua prima sosta a Mozambico. Il viaggio era stato nefasto. Traversando l'Indiano, la nave di Pêro de Ataíde o Inferno sembra aver navigato avanti a troppa velocità e si è capovolta sulla costa dell'Africa orientale, da qualche parte a sud di Kilwa. Lasciandosi alle spalle la maggior parte del suo equipaggio naufragato su una spiaggia vicina, Ataíde e una manciata di uomini raggiunsero Mozambico su delle scialuppe in cerca di aiuto. Ataíde vi rimase e vi morì di malattia, o perché non aveva trovato Albuquerque o perché abbandonato in quanto già malato. Sul letto di morte, testimoniò nel suo testamento il proprio operato in India, inclusi i travagli della pattuglia costiera indiana di Vicente Sodré nel 1503 (attribuendo gran parte della colpa di quella debacle a Brás Sodré) e condannando il comportamento di António do Campo, rifiutatosi d'aiutare lui e il suo equipaggio naufragato a Mozambico.
Ridotto a due navi, Afonso de Albuquerque e Fernão Martins de Almada (Campo era andato avanti da solo), il I Squadrone ripartì da Mozambico per Lisbona. Non erano a conoscenza del tragico destino della squadra di Francisco de Albuquerque e Nicolau Coelho e forse anche di Ataíde. La nave di Almada iniziò ad avere problemi e furono costretti a fermarsi a Mossel Bay. Lì, Albuquerque trovò il messaggio lasciato l'ottobre addietro da Saldanha. Mentre erano a São Brás, si resero conto che la nave di Albuquerque era marcita e furono costretti a lunghe riparazioni.
1º maggio 1504 - Afonso de Albuquerque e Fernão Martins de Almada salpano da São Brás, doppiano il Capo e entrano nell'Atlantico meridionale. Il passaggio di ritorno attraverso la stasi equatoriale fu orribile. Secondo l'Empoli, sono andati alla deriva in mare senza vento per sessantaquattro giorni, finendo rapidamente i rifornimenti. La sete e lo scorbuto decimarono gli equipaggi: 130 uomini morirono, lasciandone solo nove su ogni nave. Nella calma della stasi, i cirripedi avevano divorato gli scafi e le navi cominciarono a fallarsi. Furono salvati da una nave schiavista portoghese di passaggio diretta in Guinea che li rifornì e scortò sino a Capo Verde. Rifornite (anche di uomini con l'assunzione di schiavi per recuperare l'equipaggio deceduto) e riparate, le navi salparono per le Azzorre e da lì verso Lisbona, finendo preda delle tempeste che mieterono una nuova messe di morti dall'equipaggio.
16 settembre 1504 - Le due navi rimanenti della Quinta Armata, la Sant'Iago di Afonso de Albuquerque e la São Cristóvão di Fernão Martins de Almada, in condizioni terribili, entrarono nel porto di Lisbona con un pugno di equipaggio e gli scafi che imbarcavano acqua. Furono ben accolti. Si dice che Albuquerque abbia presentato al re alcuni splendidi esemplari di cavalli persiani acquistati nei mercati indiani.

## Conseguenze
In generale, la V Armata fu un disastro. Delle dieci navi che partirono, solo due erano tornate in tempo (Afonso de Albuquerque, Fernão Martins de Almada). Due sono state perse intorno al Capo durante il viaggio di andata (Catharina Dias e la nave di Vaz da Veiga), due sono state perse al ritorno (F. Albuquerque, Coelho) e una terza (la nave capitanata da Ataíde) è naufragata. Altre tre si smarrirono (Saldanha, Ravasco, Pereira) e non riapparvero fino all'anno successivo. Le perdite umane furono sbalorditive: quattro delle navi erano affondate con tutta la ciurma, una (la nave di ritorno di Ataíde) perse la maggior parte dell'equipaggio durante il naufragio e le due navi superstiti (di Albuquerque e Almada) persero la maggior parte del loro equipaggio durante la stasi del viaggio di ritorno.
Queste pesanti perdite, così come la navigazione e il comando generalmente scarsi della flotta - navi smarrite, navi perse, navi separate - non avrebbero potuto riflettersi bene sulla reputazione di Afonso de Albuquerque quale ammiraglio, specie se confrontate con il seguente successo dell'Armada guidata da Lopo Soares de Albergaria che mantenne una flotta molto disciplinata e subì perdite minime. Questo potrebbe essere stato il motivo che impedì la nomina di Albuquerque ad ammiraglio di un'altra spedizione: si sarebbe unito alla VIII Armata (Cunha, 1506) come semplice capo-squadrone subordinato all'ammiraglio Tristão da Cunha. Tuttavia, Albuquerque sarebbe stato nominato secondo governatore dell'India portoghese, facendo quindi supporre che la sua reputazione quale condottiero non abbia risentito della cosa. Non è chiaro come si sia giunti a questa conclusione. Il salvataggio di Kochi dal primo assedio dello Zamorin, la spietata punizione dei principini Vembanad e l'erezione del Forte Sant'Iago furono dovuti più a suo cugino Francisco che a lui. Afonso de Albuquerque merita credito per gli sforzi per procurarsi spezie e il negoziato della feitoria di Quilon ma le perdite di così tante navi (e così tanto carico) non avrebbero potuto rendere questa corsa redditizia. Tuttavia, le successive gesta eroiche di Albuquerque a Hormuz nel 1507-08 e a Malacca nel 1511 oscurarono il suo traballante inizio di carriera.
La perdita di Francisco de Albuquerque e Nicolau Coelho pesò molto a corte e alla fine del 1505 una piccola missione di ricerca e salvataggio guidata da Cide Barbudo fu inviata per setacciare la costa sudafricana alla ricerca delle loro tracce, senza purtroppo trovarne.
Delle sette navi della IV Armata che erano state lasciate nell'Oceano Indiano da Gama all'inizio del 1503, una tornò (Campo), due andarono perdute (fratelli Sodré), due rimasero in India (Pires, Rafael) e delle rimanenti due (Bardaças e la caravella originale di Ataide) il destino è ignoto.
Albuquerque lasciò l'India in una situazione precaria. La pace che lui (o meglio suo cugino Francisco) aveva negoziato fu rotta prima ancora che l'Armada salpasse per il viaggio di ritorno. Era certo che lo Zamorin di Calicut sarebbe tornato a colpire Kochi nella primavera del 1504. Kochi, e il futuro portoghese in India, doveva essere difesa da una minuscola guarnigione di 150 al comando di Duarte Pacheco Pereira, un fortino di legname e una snella pattuglia di tre navi: una nau (Diogo Pereira) e due caravelle (Pires, Raffaello). Com'era prevedibile, non appena la Quinta fosse partita, lo Zamorin sarebbe piombato su Kochi con un esercito stimato tra 57.000 e 84.000 uomini e 260 vascelli e avrebbe costretto Duarte Pacheco e la sua minuscola guarnigione portoghese nell'incredibile eroismo della battaglia di Kochi (1504).

### Esplicative
1. ↑  Relação das Náos e Armadas da India, p. 14 L'errore è corretto in una glossa al manoscritto che fornisce anche (unica fonte insieme al mansocritto di Empoli) alcuni dei nomi delle navi: 1. Albuquerque sulla Sant'Iago, 2. Duarte Pacheco sulla Conceição (e non la Espírito Santo riportata da Empoli) e 3. Almada sulla São Cristóvão nel I Squadrone. Non v'è menzione della Catharina Dias di Empoli. Si riporta inoltre che F. de Albuquerque fosse sulla Rainha e Coelho sulla Faial nel II Squadrone.
2. ↑  Correia, p. 374 Interessante notare che sempre Correia (p. 288) aveva assegnato Rui Lourenço Ravasco e Diogo Fernandes Pereira al III Squadrone della Quarta Armata d'India (Gama, 1502) e poi (pp. 412-13) allo squadrone di Saldanha nella Quinta Armata.
3. ↑  Góis è l'unico cronista a riportare il fatto che ha finito per essere messo in discussione da Greenlee 1938, p. li e Diffie-Winius 1977, p. 188fn.
4. ↑  Empoli, p. 220 it is worth noting this is the fourth recorded landing by a Portuguese ship in Brazil, since Cabral's discovery in 1500, and the Lemos-Vescuppi and Coelho-Vespucci expeditions of 1502 and 1503 respectively. Other chronicles do not mention the 5th Armada making a Brazil stop.
5. ↑  Correia, pp. 371-72 suggerisce che la pattuglia al comando di Pêro de Ataíde era giunta sino a Cannanore e fu rispedita a nord a combattere Calicut dal Kolathiri Raja. La lettera di Ataíde del febbraio 1504 non è chiara sull'argomento.
6. ↑  Empoli, p. 225 indica invece che il regnante a Quilon era un re di nome "Nambiadora" e non una regina. Il nome Nambiadora, prob. Naubeadarim o Naubea Daring, era però con buona probabilità, stando al confronto con altre fonti portoghesi, il titolo dell'erede al trono presso i regni del Malabar. Pertanto, la testimonianza di Empoli non contraddice le altre, avendo lui indicato il giovane principe per conto del quale la regina-reggente riportataci dagli altri cronisti stava operando.
7. ↑  Commentaries of Albuquerque, p. 16 La glossa alla Relação das Náos e Armadas riporta che la Concepção fu la nave utilizzata al ritorno da Duarte Pacheco ma Empoli suggerisce che Pacheco commandò la nau Espirito Santo, mentre Correia, p. 409 riporta che Pêro de Ataíde portò la nave di Pacheco a Lisbona. La possibile interpretazione è che la Concepção fosse la nave di Diogo Fernandes Pereira, il capitano smarrito del III Squadrone che svernò a Socotra, in ragione della possibile confusione tra il suo nome e quello di Pacheco Pereira. In altre parole, Albuquerque non lasciò a Duarte Pacheco una nau ma solo delle caravelle e l'autorità necessaria per requisire qualsiasi eventuale nau in arrivo in India dopo la partenza della flotta di ritorno come accadde appunto con il legno di Fernandes Pereira. Diogo Pereira fu al comando d'una nave chiamata Concepção alla battaglia di Kochi (1504) ma poteva trattarsi d'un altro legno dal nome similare.

### Bibliografiche
1. ↑  Empoli, p. 217.
2. 1 2  Quintella 1839-40, p. 273.
3. ↑  Barros, dec. I, lib. VII, p. 86.
4. ↑  Góis, p. 100.
5. ↑  Castanheda, p. 157.
6. 1 2  Faria e Sousa, p. 58.
7. ↑  Couto, v. 20 p. 119.
8. ↑  Osorio, p. 255.
9. ↑  Dames 1918, p. 86n.
10. ↑  Correia, p. 372.
11. ↑  Barros, p. 95.
12. ↑  Barros, p. 96.
13. ↑  Barros, p. 93.
14. 1 2 3 4  Barros, p. 100.
15. 1 2 3  Correia, p. 400.
16. 1 2  Whiteway 1899, p. 97.
17. 1 2  Barros, p. 99.
18. ↑  Correia, p. 405.
19. ↑  Barros, v.2 p.105.
20. ↑  Theal 1902, p. 163.
21. ↑  (EN) Mary Gunn, L. e. Codd, L. E. W. Codd, Botanical Exploration of Southern Africa: An Illustrated History of Early Botanical Literature on the Cape Flora : Biographical Accounts of the Leading Plant Collectors and Their Activities in Southern Africa from the Days of the East India Company Until Modern Times, CRC Press, 1981,  pp. 5-7, ISBN 0-86961-129-1.
22. ↑  Correia, lib. 1 c. 8 p. 418.
23. ↑  Empoli, p. 227.
24. ↑  Commentaries of Albuquerque, p. 23.
25. ↑  Commentaries of Albuquerque, p. 17.
26. 1 2  Empoli, p. 228.

### Fonti primarie
- (PT) Albuquerque A de, Commentarios Dafonso Dalboquerque, capitam geral & gouernador da India, 1557. in (EN) The Commentaries of the great Afonso Dalboquerque, second viceroy of India, traduzione di Gray Birch W de, Londra, Hakluyt Society, 1875-84.
- (PT) Albuquerque L de (a cura di), Memória das Armadas que de Portugal passaram à Índia [...], facsimile celebrativo, Lisbona, Academia das Ciências, 1979  [1568].
- (PT) António de Ataíde, Codex Add. 20902, in Relação das Náos e Armadas da India com os Sucessos dellas que se puderam Saber, para Noticia e Instrucção dos Curiozos, e Amantes da Historia da India. ed. in (PT) Maldonado MH (a cura di), Relação das Náos e Armadas da India com os Sucessos dellas que se puderam Saber, para Noticia e Instrucção dos Curiozos, e Amantes da Historia da India, Biblioteca Geral da Universidade de Coimbra, 1985.
- (PT) Duarte Barbosa, O Livro de Duarte Barbosa, traduzione di Dames ML, rist., Nuova Delhi, Asian Education Services, 2005  [1518].
- (PT) João de Barros, Décadas da Ásia: Dos feitos, que os Portuguezes fizeram no descubrimento, e conquista, dos mares, e terras do Oriente, 1552-1559.
- (PT) Diogo do Couto, Décadas da Ásia: Dos feitos, que os Portuguezes fizeram no descubrimento, e conquista, dos mares, e terras do Oriente, 1602-1645.
- (PT) Manuel de Faria e Sousa, Ásia portuguesa, 1. História da Índia, desde o seu descobrimento até o ano de 1538, Lisbona, Henrique Valente de Oliveira, 1666.
- (PT) Fernão Lopes de Castanheda, História do descobrimento e conquista da Índia pelos portugueses, 1833  [1551-1560].
- (PT) Gaspar Correia, Lendas da Índia, Lisbona, Academia Real das Sciencias, 1858-64  [1550].
- Giovanni da Empoli, Viaggio fatto nell'India per Gioanni Da Empoli fattore su la nave del Serenissimo Re di Portogallo per conto de Marchionni di Lisbona, Treviso, Giovanni Battista Ramusio, 1550.
- (PT) Damião de Góis, Crónica do Felicissimo Rei D. Manuel, 1566–67.
- (LA) Girolamo Osorio, De rebus Emmanuelis, traduzione di Gibbs J, Londra, Millar, 1752  [1586].
- Ludovico de Varthema, Itinerario de Ludouico de Varthema Bolognese, traduzione di Jones JW, Londra, Halykut Society, 1863  [1510].

### Fonti secondarie
- (PT) Campos JM, D. Francisco de Almeida, 1° vice-rei da Índia, Lisbona, Editorial da Marinha, 1947.
- (PT) Castello-Branco TMS de, Na Rota da Pimenta, Lisbona, Presenza, 2006.
- (EN) Cunha JG da, An Historical and Archaeological Sketch of the Island of Angediva, in Journal of the Bombay Branch of the Royal Asiatic Society, vol. 11, 1875,  pp. 288-310.
- (EN) Dames ML, "Introduzione e note", 1918. in Barbosa
- (PT) Danvers FC, The Portuguese in India, being a history of the rise and decline of their eastern empire, Londra, Allen, 1894.
- (PT) Ferguson D, The Discovery of Ceylon by the Portuguese in 1506, in Journal of the Ceylon Branch of the Royal Asiatic Society, vol. 19, n. 59, 1907,  pp. 284-400.
- (PT) Godinho VM, Os Descobrimentos ea economia mundial, 2ª ed., Lisbona, Presença Editoriale, 1984  [1963].
- (EN) Lach DF, Asia in the Making of Europe: Vol. 1 – the century of discovery, University of Chicago Press, 1994  [1963].
- (EN) Logan W, Malabar Manual, rist., Nuova Delhi, Asian Education Services, 2004  [1887].
- (EN) Mathew KS, Indian Naval Encounters with the Portuguese: Strengths and weaknesses, in Kurup (a cura di), India's Naval Traditions, Nuova Delhi, Northern Book Centre, 1997.
- (EN) Newitt MD, A History of Mozambique, Indiana University Press, 1995.
- (PT) Pedroso SJ, Resumo historico ácerca da antiga India Portugueza, Lisbona, Castro Irmão, 1881.
- (PT) Quintella IdC, Annaes da Marinha Portugueza, vol. 2, Lisbona, Academia Real das Sciencias, 1839–40.
- (EN) Subrahmanyam S, The Career and Legend of Vasco da Gama, Cambridge University Press, 1997.
- (EN) Theal GM, Records of South-eastern Africa collected in various libraries & archive departments in Europe – Volume 2, Londra, Clowes per Gov of Cape Colony, 1898.
- (EN) Theal GM, The Beginning of South African History, Londra, 1902.
- (EN) Theal GM, History and Ethnography of Africa South of the Zambesi – Vol. I, The Portuguese in South Africa from 1505 to 1700, Londra, Sonneschein, 1907.
- (EN) Whiteway RS, The Rise of Portuguese Power in India, 1497-1550, Westminster, Constable, 1899.